# Camchas
El nevado Camchas es el cuarto pico del Macizo Contrahierbas, ubicado en la Cordillera Blanca, de los andes peruanos. Se localiza enteramente en la provincia de Asunción.  Es uno de los picos con menor altitud de la Cordillera Blanca. Su máxima cota se ubica a los 5.180 m s. n. m. en la cima Camchas, mientras que su segunda cota, bautizada como Cima Padre Ugo por una expedición italiana en 2014, se ubica a 5.134 m s. n. m.,

## Características
El nevado Camchas tiene un área aproximada de 8 km². Debido a su baja altitud sufre una desglaciación acelerada. Sirvió como fuente de sustento de hielo para los vendedores de raspadillas y helados de los pueblos de Chacas y San Luis durante los siglos XIX y XX. En ese entonces la lengua glaciar mayor descendía hasta los 4.500 m s. n. m.

## Clima
Los atractivos naturales en el entorno natural Camchas están regidos por los siguientes climas:
- Nival Tropical: – 15 °C / 10 °C: Nevado Camchas.
- Tundra pluvial alpino tropical: – 5 °C / 12 °C: Quebrada Camchas.